# Ménil-la-Tour
Ménil-la-Tour ist eine französische Gemeinde mit 342 Einwohnern (Stand: 1. Januar 2022) im Département Meurthe-et-Moselle in der Region Grand Est (vor 2016: Lothringen). Sie gehört zum Arrondissement Toul und zum Kanton Le Nord-Toulois.

## Geografie
Ménil-la-Tour liegt etwa 29 Kilometer westnordwestlich von Nancy. Umgeben wird Ménil-la-Tour von den Nachbargemeinden Royaumeix im Westen, Norden und Osten, Andilly im Südosten, Bouvron im Südosten und Süden, Lagney im Süden und Südwesten sowie Sanzey im Westen.

## Bevölkerungsentwicklung
| Jahr                       | 1962 | 1968 | 1975 | 1982 | 1990 | 1999 | 2006 | 2019 |
| Einwohner                  | 175  | 165  | 166  | 204  | 272  | 301  | 295  | 337  |
| Quellen: Cassini und INSEE |      |      |      |      |      |      |      |      |

## Sehenswürdigkeiten
- Kirche Saint-Laurent aus dem 19. Jahrhundert (Ausstattungsteile als Monuments historiques geschützt)

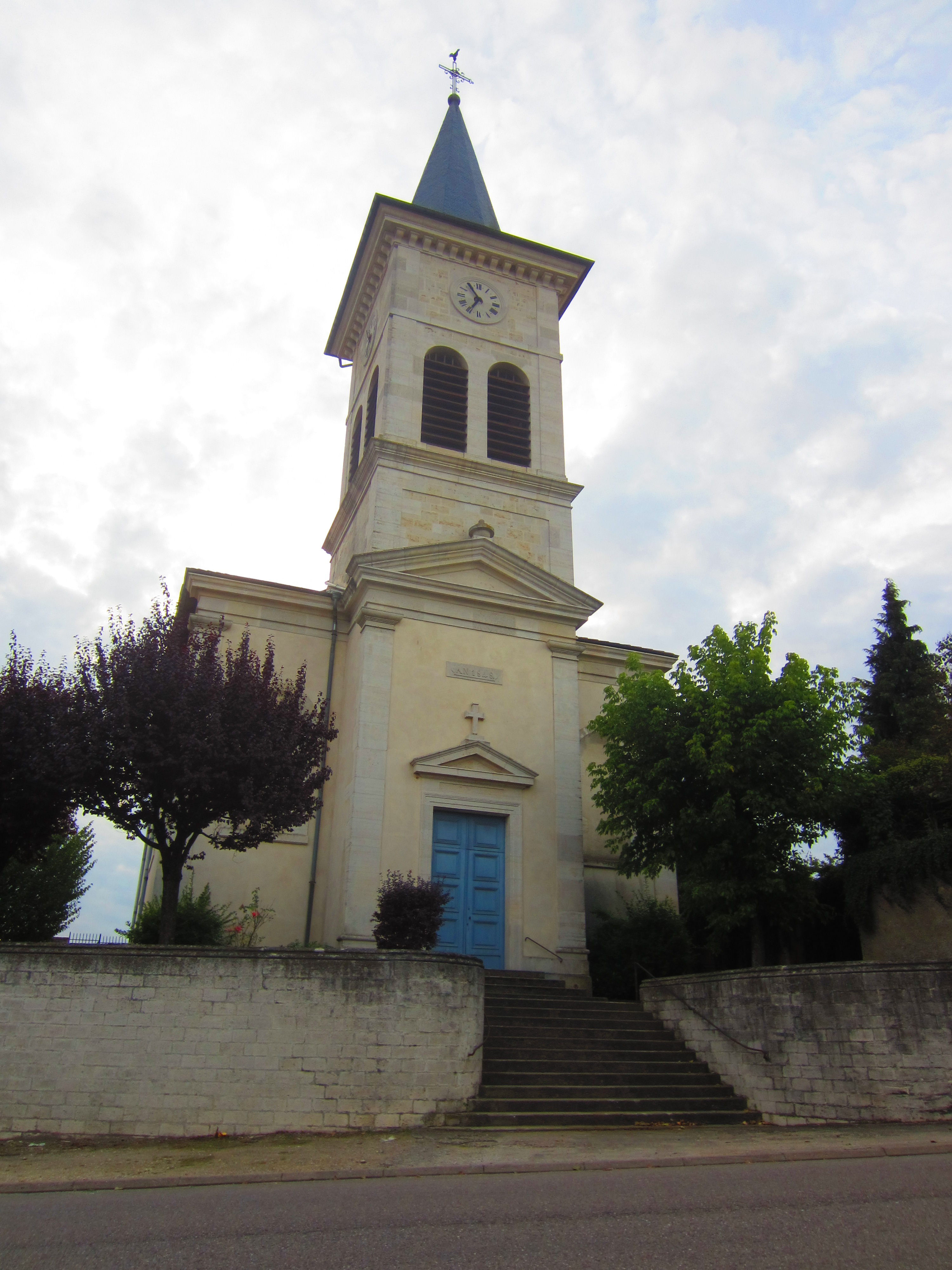
Kirche Saint-Laurent

- Reste des Schlosses